# Акбулакский сельский округ (Шетский район)
Акбулакский сельский округ (каз. Ақбұлақ ауылдық округі) — упраздненный сельский округ в составе Шетского района Карагандинской области Казахстана. Административный центр — село Акшагыл.

## История
По состоянию на 1989 был Акбулакский сельский совет (села Акшагыл, Аркарлы, Киик) ликвидированного Агадырского района.

## Население
Население — ? человек (1999; ? в 1989).

## Административное деление
В состав округа входили такие населенные пункты:
| Населенный пункт | Население, человек (1989) | Население, человек (1999) | Население, человек (2009) |
| ---------------- | ------------------------- | ------------------------- | ------------------------- |
| Акшагыл, станция | 24                        | -                         | -                         |
| Аркарлы, станция | 32                        | -                         | -                         |
| Кийкти, село     | 763                       | 1020                      | 951                       |

## История
Упразднен в 14 декабря 2007 года. Территория передана в Кийктинский сельский округ

## Деление
- с. Аркарлы
- с. Акшагыл[5]